# إيمانويل سانون
إيمانويل سانون (Emmanuel Sanon) (مواليد 25 يونيو 1951)، هو لاعب كرة قدم كان يلعب كمهاجم. يلعب مع منتخب هايتي لكرة القدم منذ عام 1970.

## وصلات خارجية
- إيمانويل سانون على موقع الاتحاد الدولي (مؤرشف)  (الإنجليزية)
- إيمانويل سانون على موقع قاعدة بيانات كرة القدم.إي يو (الإنجليزية)
- إيمانويل سانون على موقع ناشيونال فوتبول تيمز (الإنجليزية)
- إيمانويل سانون على موقع Soccerway.com (الإنجليزية)